# Dallol Foga
Der Dallol Foga (auch: Dallol Fogha) ist ein Trockental in Niger und Nigeria.

## Geographie
Der Dallol Foga gehört neben dem Dallol Bosso und dem Dallol Maouri zu den drei bedeutendsten Trockentälern im Westen Nigers. Dallol ist ein Wort der Sprache Fulfulde und bedeutet „Tal“. Alle drei Trockentäler liegen im Ullemmeden-Becken und waren einst Flüsse im Einzugsbereich des Stroms Niger. Das Gebiet des Dallol Foga ist dicht besiedelt und wird landwirtschaftlich genutzt.
Das Trockental verläuft, grob in Nord-Süd-Richtung, durch die Region Dosso in Niger und den Bundesstaat Kebbi in Nigeria. Es beginnt bei den Dörfern Falwel und Tombokoirey in Niger, die bei Wasserführung des Dallol Foga stark von Überflutungen gefährdet sind. Nach dem Dorf Goroubankassam erreicht das Trockental die Dörfer Tessa, Kawara N’Débé und Malgorou. Zwischen Tessa und Kawara N’Débé liegt eine sandige Niederung, die landschaftlich dem Dallol Maouri ähnelt.
Der untere Abschnitt des Dallol Foga zieht sich durch die Landschaft Dendi. In der Nähe des Dorfs Bana mündet der Dallol Maouri in den Dallol Foga. Vereinzelt wird auch der Dallol Foga als Zubringer des Dallol Maouri bezeichnet und nicht umgekehrt. Nach Bana folgen die Dörfer Bengou und Sabon Birni, bevor das Trockental erstmals das Staatsgebiet von Nigeria durchquert, um nach der Stadt Kamba wieder Niger zu erreichen. Dort verläuft der Dallol Foga bei den Dörfern Tounouga und Dolé, um schließlich wiederum in Nigeria in den Strom Niger zu münden.

## Geschichte
Im unteren Abschnitt des Tals in der Landschaft Dendi sind seit Jahrhunderten die Ethnien Tyenga, Songhai und Dendi ansässig. Angehörige der Hausa-Untergruppe Toulmawa, Flüchtlinge aus Kebbi infolge des Dschihad der Fulbe, gründeten Anfang des 19. Jahrhunderts mehrere Dörfer im oberen Abschnitt des Dallol Foga. Aufgrund der günstigen Bedingungen für die Landwirtschaft gab es im 19. Jahrhundert einige permanente Siedlungen im Tal. Der deutsche Afrikaforscher Heinrich Barth, der den Dallol Foga in den Sommern der Jahre 1853 und 1854 besuchte, nannte acht Dörfer, darunter Bana, Bengou und Kawara N’Débé.
Der Dallol Foga war ein bedeutendes Zentrum der Salzproduktion. Diese wurde bis zum Beginn der französischen Herrschaft Anfang des 20. Jahrhunderts von Sklaven geleistet. Danach traten Arbeitsmigranten, besonders Hausa aus Kebbi, an ihre Stelle. Saisonal lebten mehr Fremde als Einheimische im Tal. Noch in den 1930er Jahren war die Arbeitsmigration für die Salzproduktion von großer Bedeutung. Das Salz aus dem Dallol Foga stand in Konkurrenz mit Salz aus Taoudenni und Bilma. Das fließende Wasser schuf die Grundlage für ganzjährigen Ackerbau, sodass Zuckerrohr, Reis und Süßkartoffeln eingeführt wurden.